# Hyosciurus
Hyosciurus is een geslacht van zoogdieren uit de familie van de eekhoorns (Sciuridae). De wetenschappelijke naam van het geslacht werd in 1935 gepubliceerd door Richard Archbold en  George Henry Hamilton Tate.

## Soorten
Er worden twee soorten in dit geslacht geplaatst:
- Hyosciurus heinrichi Archbold & Tate, 1935 - Celebeslangneuseekhoorn
- Hyosciurus ileile Tate & Archbold, 1936